# Solskifte

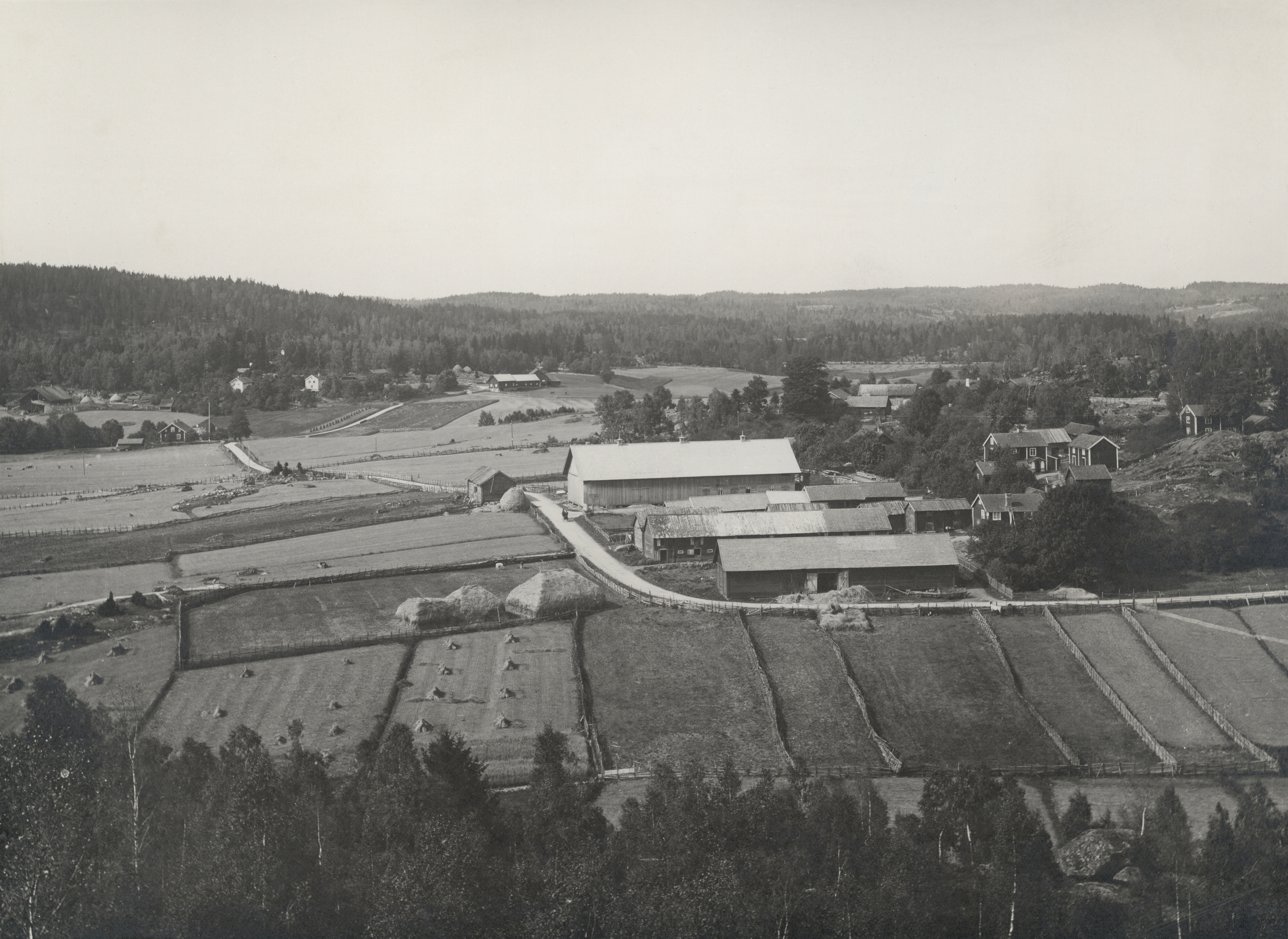
Exemple de pratique du solskifte à Kinda, dans le comté d’Östergötland, en Suède. Ce système aboutit souvent à une découpe en lanières (segskifte) des champs.

Le solskifte est un régime foncier suèdois de partage des terres en fonction de l'ensoleillement. Il s'est développé au début du Moyen Âge, mais il fut formalisé dans la législation suédoise vers 1350. 

## Présentation
Le solskifte signifiait une division des champs en fonction du soleil et il constituait une manière de répartir les terres au sein de la communauté, de sorte que chaque agriculteur bénéficie d'un accès égal au soleil tout au long de l'année. Dans ce cadre, « l'emplacement des fermes dans le village correspond à l'emplacement des champs dans le terroir tout en respectant le cours du soleil. La ferme la plus au sud ou la plus à l'est dispose ainsi des champs les plus au sud ou les plus à l'est dans chaque quartier ». 
C'était une caractéristique importante dans une nation montagneuse et nordique comme la Suède. Le système a été exporté avec la conquête viking dans certaines parties de l'Angleterre. Ainsi, près de Wharram Percy, un village aujourd'hui déserté, des chartes concernant les finages de Thixendale et Raisthorpe évoquaient des champs propinquiores sole en 1338 et juxta solem en 1883. Le système a aussi été exporté en Finlande, où des traces en subsistent dans le paysage moderne.
Dans ce mode de tenure, une communauté était composée du village et des terres environnantes. Le village était divisé en tofts individuels (les parcelles bâties) et en champs où l'agriculture était pratiquée. Comme chaque champ avait des propriétés et des rendements différents, les champs étaient divisés en bandes et distribués de manière que chaque famille du village ait accès à une portion (généralement) équivalente de bons et de mauvais champs.  
On peut en voir exemple dans le paysage agricole du sud d'Öland, un site situé sur l'île d'Öland et inscrit au patrimoine culturel de L'UNESCO du fait de son occupation continue depuis l'âge de la pierre. Le village était ensuite administré par un tribunal hallmoot et par les règlements de la communauté. 

## Galerie

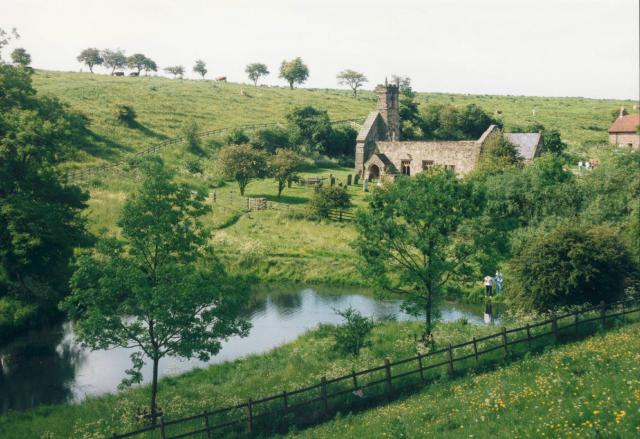
Paysage de Wharram Percy, village aujourd'hui abandonné où était pratiqué le solskifte
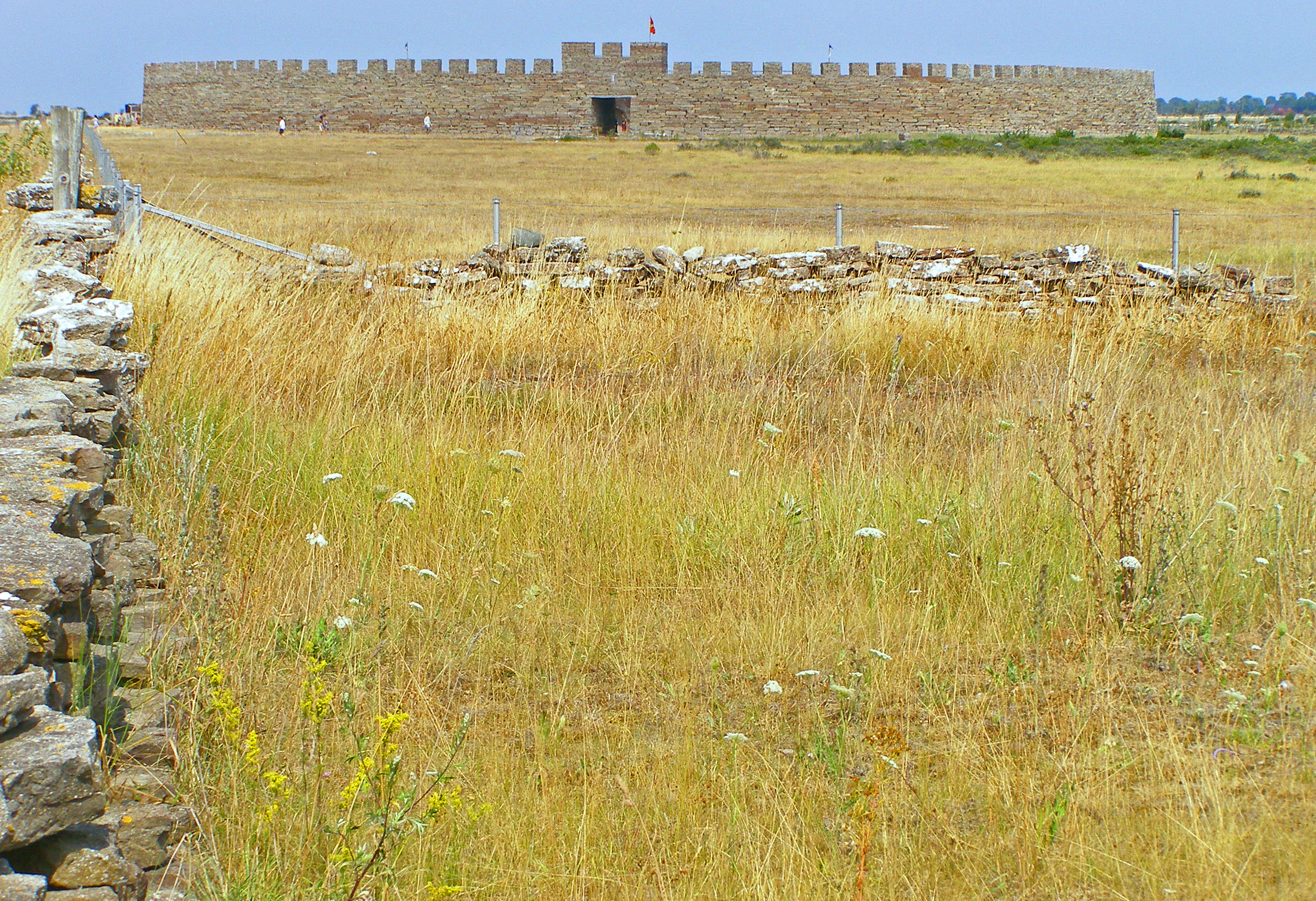
Paysage agricole du sud d'Öland, où était pratiqué le solskifte, avec la forteresse d'Eketorp en arrière-plan.